# 奥寺健
奥寺 健（おくでら たけし、1967年（昭和42年）8月19日 - ）は、フジテレビのアナウンサー。

## 来歴・人物
東京都武蔵野市出身。
杉並児童合唱団に所属し、NHK『歌はともだち』やTBS『8時だョ!全員集合』に出演したことがある。
武蔵野市立第四中学校、東京都立武蔵高等学校卒業。中学・高校時代は放送部に所属し、「NHK杯全国高校放送コンテスト・アナウンス部門」で東京都1位となった。
北海道大学工学部電気工学科卒業。電気通信大学大学院電気通信学研究科修士課程修了。
大学院修了後、1993年4月にアナウンサーとしてフジテレビ入社。
2006年9月29日、番組開始当初から出演していた（12年半）『めざましテレビ』を降板、前番組『FNN おはよう!サンライズ』と合わせ13年間コーナーキャスターを務めた。
同年10月2日から2011年3月25日までは平日昼の『FNNスピーク』を担当し、その後は報道番組を多く担当している。
2016年4月4日から5年ぶりに平日昼の『FNNスピーク』を担当。2018年4月からは、『FNNスピーク』の後番組『FNNプライムニュース デイズ』の金曜キャスターを担当。
2022年7月1日付けで、CSR・SDGs推進室CSR推進部を兼務している。

## エピソード
- 母親が音楽教員で、父親も歌っていたという音楽大好きな一家だった。
- 理系（北海道大学工学部）を選んだのは、レコーディングのオペレーション（機器操作）の仕事をしたかったから。
- 音の表現を極めようと北海道大に進学したが、思うような活動ができずに挫折感を味わい、「東京に帰ろう」と電気通信大大学院に進学した。「音を使ってモノを作る」仕事を探しているうちにアナウンサー職に出会った[5]。
- 高校時代、ケーブルテレビでDJとしてレギュラー番組を持っていたことがある。
- 特技は、カラオケで男女デュエット曲をパート毎に声質を変えて歌うこと。
- 絶対音感の持ち主で、ジャズピアノが得意で、作曲も行う。
- 学位は学士と修士である。
- アナウンス室の元先輩・上司である吉崎典子とは高校でも先輩にあたる。

## 担当番組・業務
バラエティ・スポーツ・特別番組・その他
- 全力!脱力タイムズ（ナレーション）（2020年4月 - ）
- 週刊フジテレビ批評（ナレーション）
- めざまし8(ナレーション)（2021年4月 - ）
- 我流しか勝たん!（ナレーション）
- スポーツ中継（スピードスケート）
- 週刊フジテレビ批評（1993年10月1日 - 1999年10月30日）
- 放送終了前コールサイン読み（1994年10月1日 - 1997年3月10日）主音声を担当
- 晴れたらイイねッ!Let'sコミミ隊（2003年10月5日 - 2007年3月25日、ナレーター）
- 森田一義アワー 笑っていいとも!（1993年10月 - 不明、テレフォンアナウンサー）
- ひみつのアッコちゃん（第3シリーズ、司会者 役）
- 笑っていいとも!増刊号（ナレーション）
- プロ野球ニュース（地上波、CS版）
- めざましテレビpresentsにゃんこTHE　MOVIE大みそかSP（2010年12月31日、ナレーション）
- 新・週刊フジテレビ批評（司会、2009年10月3日 - 2014年3月22日）
- フジアナスタジオ まる生(西暦)（MC、不定期）
- めざましどようび（どようびのにゃんこナレーション）
- BSフジLIVE プライムニュース（グローバルニュース、不定期→隔週金曜日→火曜日）
- みんなのニュース（2015年4月 - 2018年3月、ナレーション）
- S-PARK （2021年2月13日、新美有加の代行・2021年3月28日、7月3日・7月10日、7月31日、8月7日、9月4日、9月19日、9月25日、9月26日、10月17日、11月6日、11月28日、12月11日、12月26日、2022年1月29日、2月5日・20日、3月20日、4月9日、5月29日、7月16日、8月14日、9月4日、ニュースキャスター）
- 林修のニッポンドリル（ナレーション）
- BSフジLIVE プライムニュース（2022年7月5日、反町理療養時の代行）
- FNN特報　安倍晋三元首相「国葬」第2部メーンキャスター（2022年9月27日）
  - 生野陽子と共同で担当。

報道・情報番組
| 期間                                                                       | 期間                                                                          | 番組名                     | 役職                           | 担当日         |
| -------------------------------------------------------------------------- | ----------------------------------------------------------------------------- | -------------------------- | ------------------------------ | -------------- |
| 1993年10月1日                                                              | 1994年3月31日                                                                 | FNN おはよう!サンライズ    | お天気キャスター               | 平日           |
| 1994年4月1日                                                               | 1995年3月31日                                                                 | めざましテレビ             | スポーツキャスター             | 木・金曜日     |
| 1995年4月5日 および 2001年4月4日 および 2003年1月8日                       | 1996年12月27日 および 2002年3月29日 および 2003年3月28日                      | めざましテレビ             | スポーツキャスター             | 水〜金曜日     |
| 1997年1月6日 および 1997年9月29日 および 2002年4月1日 および 2003年3月31日 | 1997年5月28日 および 1998年3月25日 および 2002年12月25日 および 2006年9月27日 | めざましテレビ             | スポーツキャスター             | 月～水曜日     |
| 1997年6月2日                                                               | 1997年9月26日                                                                 | めざましテレビ             | スポーツキャスター             | 月・木・金曜日 |
| 1998年3月30日                                                              | 1999年12月27日                                                                | めざましテレビ             | スポーツキャスター             | 月・火・金曜日 |
| 2000年1月4日                                                               | 2001年3月29日                                                                 | めざましテレビ             | スポーツキャスター             | 火〜木曜日     |
| 1999年10月2日                                                              | 2000年3月25日                                                                 | 土曜一番!花やしき          | コーナーキャスター             | 土曜日         |
| 2000年4月1日                                                               | 2001年3月31日                                                                 | ウォッ!チャ                | コーナーキャスター             | 土曜日         |
| 2006年10月2日 および 2016年4月4日                                          | 2011年3月25日 および 2018年3月30日                                            | FNNスピーク                | キャスター                     | 平日           |
| 2007年10月1日                                                              | 2008年9月26日                                                                 | ハピふる!                  | 『スピーク一番出し』キャスター | （交替制）     |
| 2011年3月28日                                                              | 2012年9月28日                                                                 | FNNスーパーニュース        | キャスター                     | 平日           |
| 2012年9月22日                                                              | 2012年9月23日                                                                 | FNNスーパーニュースWEEKEND | 野島卓の代役                   | 休日           |
| 2012年10月1日                                                              | 2014年9月26日                                                                 | ニュースJAPAN              | キャスター                     | 平日           |
| 2014年10月2日                                                              | 2015年3月27日                                                                 | ニュースJAPAN              | キャスター                     | 木・金曜日     |
| 2014年10月3日                                                              | 2015年3月27日                                                                 | FNN NEWS Pick Up           | キャスター                     | 金曜日         |
| 2015年3月31日                                                              | 2015年5月27日                                                                 | 直撃LIVE グッディ!         | ニュースコーナーキャスター     | 火・水曜日     |
| 2015年4月2日                                                               | 2016年4月1日                                                                  | あしたのニュース           | キャスター                     | 木・金曜日     |
| 2018年4月6日                                                               | 2018年11月2日                                                                 | FNNプライムニュース デイズ | キャスター                     | 金曜日         |
| 2018年4月8日                                                               | 2019年3月31日                                                                 | 報道プライムサンデー       | 情報プレゼンター               | 日曜日         |
| 2018年11月5日                                                              | 2019年3月26日                                                                 | FNNプライムニュース デイズ | キャスター                     | 月・火曜日     |
| 2019年4月2日                                                               | 2019年7月17日                                                                 | FNN Live News days         | キャスター                     | 月～水曜日     |
| 2019年7月21日                                                              | 2020年9月22日                                                                 | FNN Live News days         | キャスター                     | 月・火曜日     |
| 2019年7月27日                                                              | 現在                                                                          | FNN Live News イット!      | キャスター                     | 休日           |

## 同期入社
- 関戸めぐみ（元:共同テレビ所属アナウンサー、現:ルージュ所属、フリーアナウンサー）
- 濱田典子（元:フジテレビアナウンサー、現:共同テレビ所属、フリーアナウンサー、福原直英アナウンサー夫人）
- 平松あゆみ（元:フジテレビアナウンサー、現:セント・フォース所属、フリーアナウンサー）